# Земан, Милош
Ми́лош Зе́ман (чеш. Miloš Zeman МФА: [ˈmɪloʃ ˈzɛman]о файле; род. 28 сентября 1944[…], Колин, протекторат Богемии и Моравии, Германия[…]) — чешский государственный и политический деятель, президент Чехии с 8 марта 2013 по 8 марта 2023 года.
Был первым президентом Чехии, избранный путём всеобщих выборов. С 1993 по 2001 годы возглавлял Чешскую социал-демократическую партию. Под его руководством слабая и дезорганизованная партия превратилась в одну из влиятельнейших политических сил в стране.
После неуспешного участия в президентских выборах 2003 года на 7 лет прекратил участвовать в политической жизни страны. В марте 2010 года стал председателем собственной партии. Вышел в отставку с этого поста после неуспешных для его партии парламентских выборов 2010 года. В январе 2013 года победил на президентских выборах. Спустя пять лет, был переизбран на второй срок.

## Биография
Родился 28 сентября 1944 года в семье почтового чиновника и учительницы. Родители развелись вскоре после рождения сына. Милош рос только с матерью.
Учился в Колине: первые 9 лет — в начальной, а с 1959 по 1963 годы — в средней экономической школах. Из-за реферата о Т. Г. Масарике Земану запретили продолжать образование в ВУЗе. С 1963 по 1967 гг. работал в строительстве. С 1965 года получил разрешение учиться в ВУЗе, и стал заочно учиться в пражской ВШЭ экономическому планированию. С 1967 года перешёл на дневную форму обучения. В 1969 году защитил диплом с отличием под названием «Футурология и будущее». В 1969—1970 годах — преподаватель ВШЭ.
В 1968 году вступил в КПЧ, а в 1970-м был исключён из неё за несогласие с вводом войск Варшавского договора и политикой «нормализации».
В 1971—1984 годах — сотрудник компаний «Noctua», «Technosport», «Sportpropag». В 1985—1989 годах занимался исследовательской работой. В 1990—1992 годах — сотрудник Института прогнозирования Академии наук Чехословакии. В 1990—1992 годах — депутат парламента.
С 28 февраля 1993 по 7 апреля 2001 года — председатель ЧСДП. В 1996—1998 годах — председатель палаты депутатов чешского парламента. С 17 июля 1998 по 15 июля 2002 года — председатель правительства Чехии.
После неудачно проведённых выборов в Сенат и областных выборов добровольно покинул все руководящие посты. В 2003 году баллотировался на пост президента Чехии, но из-за разногласий в собственной партии проиграл выборы Вацлаву Клаусу. Позже, в 2007 году, покинул ряды Социал-демократической партии из-за конфликта с новым руководством партии.
Женат вторым браком. От второй жены есть дочь Катержина, от первой — сын Давид. Земан является атеистом. Свободно владеет русским и английским языками.

### Президент Чехии

Резиденция президента Земана в Пражском Граде и его служебный автомобиль Audi. 2017 год

На президентских выборах в январе 2013 года, первых прямых президентских выборах в истории Чехии, в первом туре занял первое место, получив 24,21 % голосов. Прошёл во второй тур вместе с Карелом Шварценбергом и победил в нём, набрав 54,8 % голосов.
Вступил в должность Президента Чехии 8 марта 2013 года в Праге.
Выдвинул свою кандидатуру на выборах президента Чехии в 2018 году. В первом туре занял первое место, набрав 38,56 % голосов избирателей. Во втором туре, прошедшем 26—27 января 2018 года, Милош Земан переизбран на пост президента Чехии. Набрал 51,36 % голосов избирателей. Вступил в должность президента 8 марта 2018 года.

### Известность
Известен своими резкими комментариями в адрес современных политических деятелей, как чешских, так и мировых, таких как Йорг Хайдер и Ясир Арафат, а также в отношении целых народов и субэтносов.
Так, весной 1999 года во время переговоров с канцлером Германии Герхардом Шрёдером назвал декреты Бенеша «потухшими». В феврале 2002 года канцлер Австрии Вольфганг Шюссель заявил, что декреты Бенеша являются «мёртвыми», и призвал оба государства принять об этом новую совместную декларацию, однако председатель палаты депутатов (будущий президент Чехии) Вацлав Клаус назвал это требование нереальным, сославшись на ранее подписанную декларацию об осуждении жестокостей депортации как на окончательную. Затем тот же Земан назвал судетских немцев «предателями Родины» и «гитлеровским легионом», что осудили министр иностранных дел Германии Йошка Фишер и министр-президент Баварии Эдмунд Штойбер.
Земан выступал за отмену въездных виз для граждан России, а также против вступления Украины в НАТО.
Наблюдатели также отмечают, что Земан был одним из немногих европейских лидеров, принявших приглашение на Парад Победы в Москве в 2015 году Как уточнил Земан, он не будет присутствовать на параде. Цель его визита — почтить память миллионов погибших советских людей.
Являлся сторонником вступления Российской Федерации в Евросоюз.

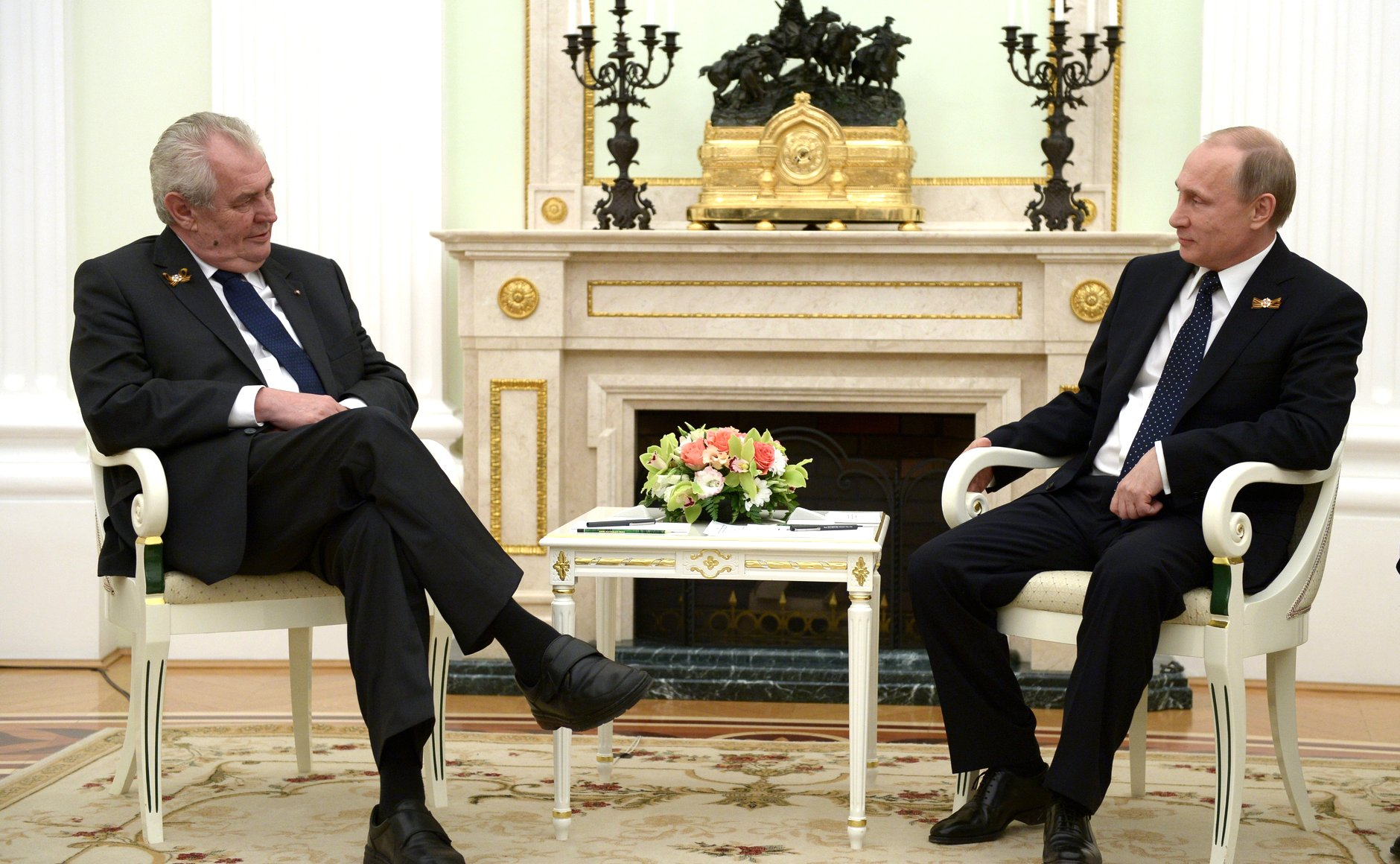
Встреча Милоша Земана с Владимиром Путиным. Москва, 9 мая 2015 года

25 апреля 2021 года Земан заявил, что существуют две основные версии относительно причин взрывов боеприпасов на складе в Врбетице в 2014 году — неосторожное обращение с боеприпасами и возможная причастность иностранных спецслужб, и что необходимо дождаться итогов расследования по взрывам, прежде чем делать выводы, так как доказательств присутствия российских агентов на складе боеприпасов не было в отчётах контрразведки. Земан сказал, что если версия о причастности иностранных агентов к взрыву не подтвердится, то из этого последует вывод, что это была «игра спецслужб», что серьёзным образом отразится на внутриполитической жизни страны. В связи с этим заявлением 29 апреля 2021 года тысячи людей вышли на улицы чешских городов с требованием отставки Земана, обвиняя его в государственной измене и потакании России.
24 февраля 2022 года, на фоне российского вторжения на Украину, Земан выразил «полную поддержку Украине, её руководству, её народу». Позднее осудил аннексию украинских территорий воровством, назвал дружбу с Путиным главной ошибкой в своей политической карьере.

### Здоровье
Земан известен своим пристрастием к алкогольной и табачной продукции, которые вызвали у него очень серьёзные проблемы со здоровьем, в частности, сложности при ходьбе. После того, как в 2015 году у него был диагностирован диабет, президент согласился лишь немного изменить своим привычкам. У президента Земана есть история появлений на публике в не совсем трезвом виде. В связи с этим даже шутили, что топливом его предвыборной кампании является бехеровка (популярный чешский алкогольный напиток).
В августе 2015 года на пресс-конференции Милош Земан объявил, что врачи диагностировали у него 40%-ю потерю слуха. Во время пресс-конференции он несколько раз не мог услышать вопросы журналистов.
Перед первым туром президентских выборов в 2018 году его врачи заявили, что, исключая нейропатию стопы, Земан обладает хорошим физическим и психическим здоровьем. Перед вторым туром выборов президенту понадобилось медицинское вмешательство, вызванное, как сообщил Земан, небольшим воспалением в полости рта.
В октябре 2019 года, Милош Земан был госпитализирован на четыре дня в Центральный военный госпиталь из-за расстройства пищевого поведения, состоящего в потере и нарушении мышечной функции.
Вечером во вторник 25 августа 2020 года Милош Земан упал и сломал руку. Он был срочно доставлен в центральный военный госпиталь, где той же ночью был прооперирован. Спустя четыре дня он покинул больницу и начал процесс реабилитации.
В середине января 2021 года был планово госпитализирован для медицинского осмотра, а также был вакцинирован против COVID-19. В апреле 2021 года Земан рассказал, что будет использовать инвалидное кресло из-за обострения невропатии. В период между 14 и 22 сентября 2021 года был госпитализирован в Центральный военный госпиталь. Согласно пресс-релизу президентской канцелярии, он был обезвожен и слегка истощен. В воскресенье 10 октября (сразу же после встречи с премьером Андреем Бабишем на тему итогов парламентских выборов) Земан в беспомощном состоянии был доставлен в Центральный военный госпиталь в отделение интенсивной терапии. Его лечащий врач Мирослав Заворал диагноз не обнародовал. Вечером 18 октября председатель Сената Чехии Милош Выстрчил процитировал мнение Центрального военного госпиталя, что в настоящий момент Милош Земан не может выполнять свои обязанности по состоянию здоровья. Днём 25 ноября Милош Земан был выписан из Центрального военного госпиталя, однако вечером того же дня он был вновь госпитализирован из-за положительного теста на COVID-19. 27 ноября он был выписан из госпиталя и был доставлен в свою резиденцию, где провёл две недели в карантине.

### Популярность в российских СМИ
Несмотря на символическую роль президента Чехии, российская пресса уделяла Земану значительное внимание. Так, по подсчётам пражского аналитического центра Semantic Visions, с октября 2012 года по февраль 2015 года Земан был упомянут в российских СМИ более 16000 раз. Для сравнения, агентство сообщает, что президент Германии Йоахим Гаук был упомянут за тот же период менее 500 раз. По словам The Economist, с учётом того, что значительная часть СМИ в России подконтрольна федеральным властям, такое внимание говорило о наличии тесных связей Земана с руководством России.

## Награды
- Почётная медаль ТГМ от «Демократического движения Масарика» (1997)[37]
- По должности президента Чехии с 7 марта 2013 года до 7 марта 2023 года обладал Большим крестом ордена Белого льва и Большим крестом ордена Томаша Гаррига Масарика
- Кавалер Большого креста специального класса ордена «За заслуги перед Федеративной Республикой Германия» (Германия, 2014)
- Орден Двойного белого креста 1 класса (Словакия, 2014)[38]
- Орден «8 сентября» (Македония, 2016)[39]
- Орден Белого орла (Польша, 2016)[40]
- Орден Республики Сербии на ленте (Сербия, 2020)[41]
- Президентская медаль (Израиль, 2022)[42]
- Большой золотой знак со звездой «За заслуги перед Австрийской Республикой» (Австрия, 2023)[43]
- Большой крест орден Заслуг (Венгрия, 2023)[44]

## Сочинения
- Miloš Zeman. Komplexní prognostické modelování. — Praha: Institut pro výchovu vedoucích pracovníků ministerstva průmyslu ČSR, 1975. — 104 с.
- Miloš Zeman. Úvod do systémové prognostiky. — Praha: Institut pro výchovu ved. pracovníků min. prům. ČSR, 1985. — 87 с.
- Miloš Zeman. Analytické a simulační hry na počítačovém modelu. — Praha: SZN, 1989. — 88 с.
- Miloš Zeman. Vzestup a pád české sociální demokracie. — Praha: Andrej Šťastný, 2006. — 279 с. — ISBN 80-86739-22-8.
- Miloš Zeman. Moje Vysočina pohledem Miloše Zemana. — Praha: Atypo, 2016. — 128 с. — ISBN 978-80-87759-02-8.